# Aadorf
Aadorf  est une commune suisse du canton de Thurgovie, située dans le district de Münchwilen.
La commune politique d’Aadorf regroupe cinq localités : Aadorf, Aawangen, Ettenhausen, Guntershausen et Wittenwil. Avec 7 980 habitants, c'est la septième commune du canton. Elle se trouve à la frontière avec le canton de Zurich. Aadorf est traversée par le Lützelmurg, un affluent occidental de la Murg.

## Géographie

### Localisation
La commune d'Aadorf est située dans le triangle Winterthour-Wil-Frauenfeld, à la frontière entre les cantons de Thurgovie et de Zurich.
Les communes limitrophes sont Frauenfeld (la capitale cantonale) au Nord, Hagenbuch, Elgg, Hofstetten et Turbenthal (toutes quatre dans le canton de Zurich) à l'ouest.

### Climat
| Mois                              | jan. | fév. | mars | avril | mai  | juin | jui. | août | sep. | oct. | nov. | déc. | année |
| --------------------------------- | ---- | ---- | ---- | ----- | ---- | ---- | ---- | ---- | ---- | ---- | ---- | ---- | ----- |
| Température minimale moyenne (°C) | −4,6 | −3,6 | −1   | 1,9   | 5,8  | 9,4  | 11,1 | 10,8 | 8,1  | 4,6  | −0,1 | −3,2 | 3,3   |
| Température moyenne (°C)          | −1,1 | 0,2  | 3,5  | 7,1   | 11,5 | 14,9 | 17   | 16,2 | 13,2 | 8,5  | 3,3  | 0    | 7,9   |
| Température maximale moyenne (°C) | 1,9  | 4    | 8,2  | 12,3  | 17,2 | 20,4 | 22,9 | 22,1 | 18,9 | 13,2 | 6,6  | 2,8  | 12,5  |
| Précipitations (mm)               | 78   | 77   | 76   | 89    | 111  | 122  | 112  | 116  | 95   | 76   | 91   | 83   | 1 124 |

## Histoire

Photo aérienne prise à 500 m par Walter Mittelholzer (1929).

La présence humaine dans la région Aadorf remonte à l'âge du bronze. Les Alamans se sont établis dans la région entre le VIe et le VIIIe siècle de notre ère.
En 1827, un incendie détruit quinze maisons dans la rue principale.
En 1996, les communes d'Aadorf, Aawangen, Ettenhausen, Guntershausen et Wittenwil fusionnent pour former la commune politique d'Aadorf.

## Transports
- Ligne ferroviaire CFF Zurich-Saint-Gall
- Autoroute A1 Zurich-Saint-Gall, sortie Matzingen
- Ligne CarPostal Frauenfeld- Ettenhausen

## Médias
- Aadorfer Zeitung

## Monuments et curiosités
- L'église Saint-Alexandre a été reconstruite en 1863-65 d'après les plans des architectes Joachim Brenner[4] et Johann Christoph Kunkler[5], le clocher de 1478 ayant été réutilisé. Vitraux de Ferdinand Gehr[6].
- L'ancien couvent de Cisterciennes de Tänikon est mentionné pour la première fois en 1247. Il est composé pour l'essentiel d'un ensemble de bâtiments du XVe-XVIe s., en partie détruits et démantelés par une route traversant le cloître. Dans l'église du couvent, chaire et autels en stuc marbré par Johann Josef Mosbrugger[7].